# Baleveeranahalli, Koratagere
Baleveeranahalli là một làng thuộc tehsil Koratagere, huyện Tumkur, bang Karnataka, Ấn Độ.